# Brännreveväxter
Brännreveväxter (Loasaceae) är en familj tvåhjärtbladiga växter som förekommer i tropiska och subtropiska Amerika, på Arabiska halvön och i sydvästra Afrika.
Brännreveäxterna är ofta klätterväxter med brännhår, styva krokuddiga borst, handflikiga blad och regelbundna, översittande, tvåkönade, oftast 5-taliga blommor.
Ståndarna är vanligen på grund av klyvning många, till stora delar sterila och ombildade till kronbladslika nektarier. Frukten är en kapsel.

### Fotnoter
1. ↑  Nationalencyklopedien multimedia plus, 2000 (uppslagsord Brännreveväxter)